# Chutikom Klinjumpasri
Chutikom Klinjumpasri (thailändisch ชุติคม กลิ่นจำปาศรี; * 21. Juni 2002 in Bangkok) ist ein thailändischer Fußballspieler.

## Karriere
Chutikom Klinjumpasri erlernte das Fußballspielen in der Jugendmannschaft von Muangthong United. Hier unterschrieb er auch 2021 seinen ersten Vertrag. Der Verein aus Pak Kret, einem nördlichen Vorort der Hauptstadt Bangkok, spielte in der ersten Liga, der Thai League. Direkt nach Vertragsunterschrift wurde er an den Kasetsart FC ausgeliehen. Der in Bangkok beheimatete Verein spielte in der zweiten Liga, der Thai League 2. Sein Profidebüt gab er am 3. Februar 2021 im Auswärtsspiel beim Samut Sakhon FC. Hier wurde er in der 88. Minute für Kitphom Bunsan eingewechselt. Für den Zweitligisten absolvierte er 17 Ligaspiele. Nach der Ausleihe kehrte er zu Muangthong zurück. Zur Rückrunde 2021/22 wechselte er im Januar 2022 auf Leihbasis zum Zweitligisten Ayutthaya United FC. Für den Zweitligisten bestritt er ein Ligaspiel. Die Saison 2022/23 wurde er an den Drittligisten Nonthaburi United S.Boonmeerit FC ausgeliehen. Mit dem Hauptstadtverein spielte er 19-mal in der Bangkok Metropolitan Region der Liga. Nach der Saison kehrte er zu Muangthong zurück. Zu Beginn der Saison 2023/24 unterschrieb er im Sommer 2023 einen Leihvertrag beim Drittligisten Kanchanaburi City FC. Mit dem Verein aus Kanchanaburi spielte er in der Western Region der Liga. Nach der Hinserie, in der er neun Ligaspiele bestritt, wechselte er ebenfalls auf Leihbasis zu dem in der Bangkok Metropolitan Region spielenden Samut Sakhon City FC. Für den Verein aus Samut Sakhon bestritt er fünf Ligaspiele. Der Navy FC, ein Verein der Eastern Region, lieh ihn im August 2024 aus. Am Ende der Saison 2024/25 feierte er mit dem Verein die Meisterschaft der Region. In den Aufstiegsspielen zur zweiten Liga konnte man sich jedoch nicht durchsetzten. Nach einer Spielzeit, in der er 21 Ligaspiele bestritt, wurde sein Leihvertrag im Sommer 2025 nicht verlängert. Im Juli 2025 lieh ihn der Zweitligist Sisaket United FC aus.

## Erfolge
Navy FC
- Thai League 3 – East: 2024/25

## Sonstiges
Chutikom Klinjumpasri ist der Zwillingsbruder von Nonthawat Klinchampasri.